# Brogaig
Brogaig (Schots-Gaelisch: Brògaig) is een kustdorp in de Schotse lieutenancy Ross and Cromarty in het raadsgebied Highland in de buurt van Staffin en Stenscholl op het eiland Skye.